# Hans-Uwe Erichsen
Hans-Uwe Erichsen (* 15. Oktober 1934 in Flensburg) ist ein deutscher Rechtswissenschaftler und emeritierter Professor der Westfälischen Wilhelms-Universität in Münster.

## Leben
Erichsen ist der Sohn eines Angestellten im mittleren öffentlichen Dienst und besuchte die Domschule Schleswig. Er studierte Rechtswissenschaften in Freiburg, Hamburg und Kiel und promovierte 1963 in Kiel (für seine Dissertation erhielt er einen Universitätspreis). Von 1964 bis 1969 war er wissenschaftlicher Assistent an den Universitäten Kiel und Münster. 1969 habilitierte er sich in den Fächern Öffentliches Recht und Europarecht an der Westfälischen Wilhelms-Universität Münster. Von 1970 bis 1981 arbeitete er als Professor für Öffentliches, Europäisches Recht an der Ruhr-Universität Bochum. 1980 lehnte er den Ruf nach St. Gallen ab. Seit 1981 war er Professor für Öffentliches, Europäisches Recht, Staats- und Verwaltungsrecht in Münster sowie Leiter des Kommunalwissenschaftlichen Instituts. 1986 bis 1990 war Hans-Uwe Erichsen Rektor der Westfälischen Wilhelms-Universität, anschließend sieben Jahre Präsident der Hochschulrektorenkonferenz. Von 1996 bis 2000 war er Präsident und Vizepräsident der Confederation of European Union Rectors’ Conferences. Seit März 2008 ist er stellvertretender Vorsitzender des Hochschulrates der Westfälischen Wilhelms-Universität.
Seit 1999 war Erichsen Mitglied des Akkreditierungsrates, von Juli 2002 bis Anfang 2005 war er dessen Vorsitzender. Außerdem ist er Mitglied des Österreichischen Akkreditierungsrates und Vorsitzender des Kuratoriums der Freien Universität Berlin.
Der parteilose Erichsen gründete während seiner Amtszeit als Rektor der Westfälischen Wilhelms-Universität fächerübergreifende Forschungszentren, um vom Erlass der nordrhein-westfälischen Wissenschaftsministerin Anke Brunn zu profitieren, landesweit 600 wissenschaftliche Stellen abzuziehen und in einem Pool zusammenzuführen.

## Schriften (Auswahl)
- (Hrsg., mit Hinnerk Wißmann): Staats- und Verwaltungsrecht in Nordrhein-Westfalen. 27. Aufl. C. F. Müller, Heidelberg 2017, ISBN 978-3-8114-5861-1.
- (Hrsg., mit Dirk Ehlers): Allgemeines Verwaltungsrecht. 14. Aufl. de Gruyter, Berlin 2010, ISBN 978-3-89949-458-7.

- Kommunalrecht des Landes Nordrhein-Westfalen. Reckinger, 2. Auflage. Reckinger, Siegburg 1997, ISBN 3-7922-0008-2.
- Die Vertretung der Kommunen in den Mitgliederorganen von juristischen Personen des Privatrechts (= Schriftenreihe des Freiherr-vom-Stein-Instituts, Bd. 14). Deutscher Gemeindeverlag, Köln 1990, ISBN 3-555-00832-3.
- (mit Heidrun Reuter): Elternrecht – Kindeswohl – Staatsgewalt. Zur Verfassungsmäßigkeit staatlicher Einwirkungsmöglichkeiten auf die Kindeserziehung durch und aufgrund von Normen des elterlichen Sorgerechts und des Jugendhilferecht (= Münsterische Beiträge zur Rechtswissenschaft, Bd. 14). Duncker & Humblot, Berlin 1985, ISBN 3-428-05896-8.
- Staatsrecht und Verfassungsgerichtsbarkeit. 2 Bände, Athenäum, Frankfurt am Main 1972/73 [weitere Auflagen].
- Verfassungs- und verwaltungsrechtsgeschichtliche Grundlagen der Lehre vom fehlerhaften belastenden Verwaltungsakt und seiner Aufhebung im Prozess. Athenäum-Verlag, Frankfurt am Main 1971 (= Habilitationsschrift Universität Münster).
- Das Verhältnis von Hoher Behörde und Besonderem Ministerrat nach dem Vertrage über die Gründung der Europäischen Gemeinschaft für Kohle und Stahl (= Kieler rechtswissenschaftliche Abhandlungen, Bd. 6). Heitmann, Hamburg 1966 (= Jur. Diss. Kiel 1963).

Festschrift
- Walter Krebs (Hrsg.): Liber amicorum Hans-Uwe Erichsen zum 70. Geburtstag am 15. Oktober 2004. Heymann, Köln 2004, ISBN 3-452-25840-8.